# Fanny Brawne
Frances "Fanny" Brawne Lindon (Londres, 9 d'agost de 1800 - 4 de desembre de 1865) és coneguda per ser la promesa i la musa del poeta romàntic anglès John Keats.
Fanny Brawne, va conèixer Keats, que era veí seu a Hampstead, a l'inici del breu però intens període d'activitat creativa del poeta, el 1818. Tot i que, les primeres impressions que Keats va deixar escrites sobre Brawne van ser bastant crítiques, va acabar convertint-la, en la seva imaginació, en una figura divina digna d'adoració, tal com va expressar-ho al poema Endymion. Els estudiosos la consideren la seva musa.
Es van prometre en secret l'octubre 1819, però Keats aviat va descobrir que estava malalt de tuberculosi. Això va restringir les oportunitats de trobar-se per als dos enamorats, però la seva correspondència revela una devoció apassionada. El mes de setembre de 1820, Keats emprèn un viatge cap al clima càlid de Roma per recuperar-se i la mare de Brawne accedeix als seus plans de matrimoni previstos per a la tornada del poeta. Malauradament, aquest morirà a la capital italiana el febrer de 1821, a l'edat de vint-i-cinc anys.
Brawne trobà consol en la seva perllongada amistat amb la germana petita de Keats, que també s'anomenava Fanny, i amb el temps, es va casar i va tenir tres criatures, a qui va confiar les cartes íntimes que Keats li havia escrit. Quan aquestes es van publicar, el 1878, va ser la primera vegada que el públic va tenir notícia de l'existència de Brawne, i va generar un gran interès entre els estudiosos literaris. Però les cartes també van ser malèvolament utilitzades per la premsa, que va considerar Brawne indigna d'aquesta posició distingida. La posterior publicació de les cartes que Brawne havia enviat a Fanny Keats, va fer canviar l'opinió pública sobre ella cap a una valoració més favorable, millorant notablement la seva reputació.

## Vida

### Infància
Frances (coneguda com a Fanny) Brawne va néixer el 9 d'agost de 1800, filla de Samuel i Frances a la granja Brawne, prop del llogarret de West End, a Hampstead, Anglaterra. Era la gran de tres germans; el seu germà Samuel va néixer el juliol de 1804, i la seva germana Margaret va néixer l'abril de 1809 (John i Jane, dos germans més, van morir molt petits). El 1810, la família vivia a la ciutat de Kentish i l'11 d'abril d'aquell any el seu pare va morir, als trenta-cinc anys, de tuberculosi. Després d'això, la senyora Brawne es va traslladar amb la família a Hampstead Heath.
El 1818 els Brawne es van traslladar a Wentworth Place —“un bloc de dues cases, adossades, estucades de blanc, construïdes tres anys abans per Charles Armitage Brown i Charles Wentworth Dilke”—per passar l'estiu, ocupant la meitat que pertanyia a Brown. Fanny va ser introduïda a un entorn social “variat i estimulant; joves oficials de les Guerres Peninsulars, potser de Waterloo… francesos exòtics i espanyols émigrés ...provinents dels seus allotjaments d'Oriel House a Church Row i de la capella de Holly Place.” Després de viure a Wentworth Place durant un temps, la família Brawne es va fer molt amiga de la família Dilke.

### L'època amb Keats, 1818–1821
Als divuit anys, Fanny Brawne “era petita, els seus ulls eren blaus i sovint quedaven ressaltats pels llaços blaus que duia entre els seus cabells castanys; la seva boca expressava determinació i tenia un sentit de l'humor i un somriure que desarmaven. No tenia una bellesa convencional: el seu nas era una mica massa aquilí, el seu rostre excessivament prim i pàl·lid (groguenc, deien alguns). Però sabia del valor de l'elegància: barrets de vellut i gorres de mussolina, barrets de crepè amb plomes de faisà o de palla ornamentats amb raïms i llaçades de tartà: la Fanny sempre estava atenta a tot el que arribava de París. Podia respondre a l'instant a qualsevol pregunta sobre vestimenta històrica... Fruïa de la música... Era una entusiasta de la política i discutia amb vehhemència; era una lectora voraç... Sens cap mena de dubte, els llibres eren el seu tema de conversa preferit”.
Va ser a través dels Dilke que Fanny Brawne va conèixer John Keats el novembre de 1818 a Wentworth Place. La seva primera trobada va ser cordial i esperada—els Dilke tenien gran afecte per Keats i n'havien parlat als Brawne sovint. Fanny va gaudir de la seva companyia, i recordava que “la seva conversa era summament interessant i el seu estat d'ànim positiu, exceptuant certs moments en què s'angoixava per la mala salut del seu germà i es desmoralitzava”. Poc després, l'1 de desembre de 1818, Tom, el germà petit de Keats va morir de tuberculosi, a l'edat de dinou anys. Keats va sumir-se en una pena inconsolable: “Uns anys abans, Keats havia escrit que el seu amor pels seus germans era “un afecte superior a l'Amor per les Dones'” ... Fanny li va mostrar una comprensió profunda. Li va oferir una compassió reconfortant, allunyant el seu pensament del del passat i de la introspecció; va reavivar el seu amor per la vida amb el seu interès evident per ell, i amb la seva vivacitat. Extraordinàriament aviat, Keats va recuperar el seu optimisme.”
En una carta començada el 16 de desembre de 1818 dirigida al seu germà George, que vivia a Amèrica, Keats menciona a Fanny en dos passatges separats. El primer: "La senyora Brawn que va llogar la casa de Brown per passar-hi l'estiu, encara viu a Hampstead. És una dona molt agradable i la seva filla gran és, en la meva opinió, molt bonica, elegant, graciosa, absurda, estranya i sempre va a la última moda. Ens discutim de tant en tant - i, o bé ella es modera una mica o jo canvio de tema"; el segon: "—Et descric la senyoreta Brawn[e]? Té més o menys la meva alçada—amb un estil de rostre refinat, de tipus allargat—posa emoció a cada detall—aconsegueix que el seu cabell llueixi correctament—les seves fosses nasals fines—tot i que lleugerament dures—la seva boca és lletja i alhora bonica—vista de perfil és millor que vista de cara, una cara que és pàlida i prima tot i que no se li marca cap os—La seva silueta és molt elegant, com ho són també els seus moviments—em semblen bonics els seus braços però les seves mans no tant—peus acceptables—no té els disset anys—però és ignorant—horrible en el seu comportament sense parar de moure's, d'anomenar la gent de qualsevol manera—al punt que em vaig veure forçat fa poc a fer servir el terme Descarada—això no prové de cap mal costum innat sinó d'una tendència que té a adoptar les maneres modernes. Però estic cansat d'aquesta moda i penso evitar-la d'ara endavant" 

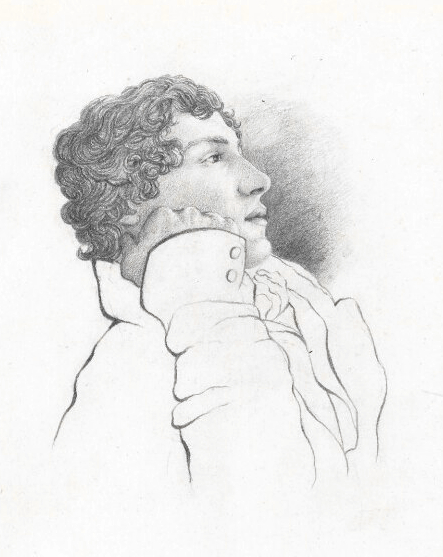
Retrat de John Keats fet pel seu amic Charles Brown, 1819

Molt aviat Keats va enamorar-se de Fanny. “Havia transfigurat Fanny en la seva imaginació, la força de la seva passió va atribuir-li una bellesa que va acabar sent la seva veritat; i així s'havia transformat en... la culminació d'Endimió, el màxim símbol de la bellesa, la reconciliació entre la vida real i la aventura poètica.” El 18 d'octubre de 1819, Keats va declararse a Fanny Brawne i ella va acceptar. Tot i ser un fet important a les seves vides, van fer tots els esforços possibles per mantenir-ho en secret. La mare de Fanny no acceptaria de bon grat el compromís: Keats havia abandonat una carrera de medicina per dedicar-se a la poesia, i en aquest moment les seves perspectives de futur eren escasses. La seva família havia estat colpejada per la malaltia, i no era capaç de mantenir-se pel seu compte econòmicament. La mare no va prohibir obertament el compromís, però va retardar el seu consentiment legal fins que no s'assolís una estabilitat financera que pogués sostenir el vincle emocional de la parella.
Al mes de febrer, Keats es trobava a Wentworth Place, on Fanny el visitava amb freqüència i de tant en tant es trobava amb els seus amics, entre els quals es trobava Joseph Severn. Tanmateix, “com que Keats no podia ballar i no es trobava prou bé per treure-la, assistia a les festes amb oficials de l'exèrcit. A través dels Dilkes i de l'ampli cercle d'amistats de la seva mare va rebre moltes invitacions,” la qual cosa generà en Keats una ansietat significativa. Aquesta presència constant—que no li desagradava—el distreia de la poesia; i tot i que aquell mes de maig és considerat per alguns com una de les èpoques més productives de la seva carrera poètica, el mes de juny va marxar a Isle de Wight. Durant els mesos següents Fanny i Keats van intercanviar una correspondència apassionada, agitada i carregada d'una certa gelosia; ell escrivia sobre l'amor i la mort, i entre carta i carta escrivia i revisava poemes. Va retornar a Wentworth Place el 1819, molt deteriorat tant a nivell físic com emocional.
A principis de febrer de 1820, Keats va anar a Londres i “va tornar tard, fred i amb febre.Tentinejava tant que Brown va pensar que estava begut. Mentre es ficava al llit, va tossir lleugerament i veient una sola gota de sang sobre el llençol va dir-li a Brown, ‘conec el color d'aquesta sang;—és sang arterial ... Aquesta gota de sang és la certesa de la meva mort.' Més tard aquella nit, va tenir una hemorràgia de pulmó d'unes dimensions que gairebé el va asfixiar. L'únic que podia fer era pensar en Fanny.” Fanny poques vegades va visitar Keats en persona casa seva al llarg del mes següent per por de perjudicar la seva salut delicada, però de tant en tant passava per davant la seva finestra després dels seus passeigs, i sovint s'escrivien notes l'una a l'altre.
Al maig de 1820 Keats va decidir marxar cap a Kentish Town; i al llarg dels mesos següents els dos van seguir mantenint una correspondència apassionada. Els metges van instar-lo a traslladar-se a Itàlia per recuperar-se, ja que era improbable que pogués sobreviure a un altre hivern anglès. Va retornar per darrer cop a Wentworth Place el 10 d'agost de 1820.
Ni tan sols la imminència de la seva partença cap a Itàlia no va fer cedir la mare de Fanny a l'hora de donar el seu consentiment per al matrimoni. Tot i així, sí que va prometre que “quan Keats tornés es casaria amb Fanny i viuria amb elles.” L'11 de setembre de 1820, Fanny va escriure la carta de comiat de Keats per a la seva germana, que també es deia Frances; i “amb el seu consentiment [de Fanny] ell va destruir les cartes que ella li havia enviat.” Abans de marxar, van intercanviar-se uns regals: “potser en marxar, ell li va regalar la seva còpia de Els Cenci i el preuat facsímil del foli en què Shakespeare havia escrit els seus comentaris i el sonet del Rei Lear. També li va regalar una làmpada etrusca i la seva miniatura, un retrat perfecte que li havia pintat Severn... Fanny li va regalar una cartera nova, un obrecartes, i un floc dels seus cabells, quedant-se'n un altre de seu a canvi. Va folrar amb seda el seu barret de viatge i es va quedar una mica de material de record. També li va donar una cornalina ovalada blanca.” Stanley Plumly escriu que el seu comiat, el 13 de setembre de 1820, va ser “d'allò més problemàtic... l'equivalent, en el cap de Keats, a abandonar la vida i entrar al que ell ara anomenarà molt seriosament, la seva existència pòstuma.”
L'1 de desembre de 1820 Brown va rebre una carta de Keats, que va llegir a les Brawnes, "ometent i afegint coses, sense la més lleugera sospita per la seva part," dient a Fanny que si l'ànim de Keats millorava, Severn pronosticava una ràpida recuperació.”; es va fomentar aquesta falsa esperança, i tot el pitjor va ser amagat a Fanny. El 17 de febrer John Taylor, pertanyent al cercle social de Keats, va rebre una carta de Severn detallant el sofriment del poeta; “El metge va dir que mai hauria d'haver deixat Anglaterra, doncs la seva malaltia ja era llavors incurable; el viatge li havia escurçat la vida i havia augmentat el seu dolor... Severn havia intentat reconfortar-lo rememorant la primavera. Era l'estació que a Keats li agradava més, i mai en tornaria a conèixer una altra. Va plorar amargament. “Tenia contínuament a la mà una cornalina blanca, fina, ovalada, el regal del seu amor a punt d'enviudar, i sovint semblava el seu únic consol, la cosa clarament tangible que li quedava en aquest món.”” Fanny va escriure a Frances Keats el 26 de febrer, “L'únic que faig és convènce'm que mai més no el tornaré a veure.” “El dissabte 17 de març cap al tard, la notícia va arribar a Wentworth Place. El divendres, 23 de febrer, poc abans de mitjanit, Keats hi havia mort als braços de Severn” a Roma.

### Els anys posteriors, 1821–1865

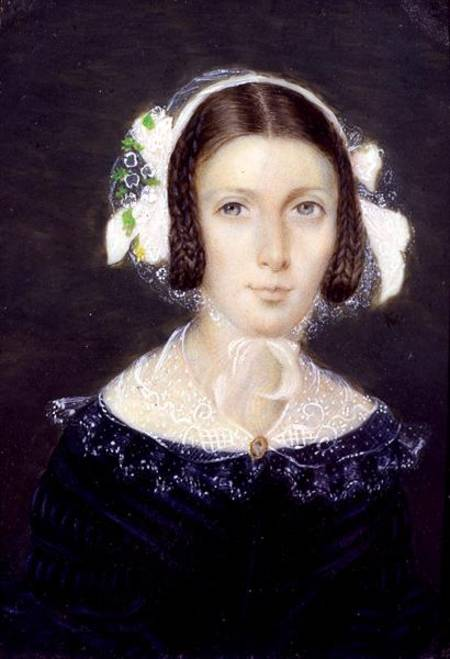
Aquarel·la de Fanny Brawne, 1833.

Fanny Brawne es va tallar els cabells curts, va posar-se roba negra, i duia l'anell que Keats li havia regalat. “Una carta de Severn a Taylor va arribar a Hampstead cap al 16 d'abril, i Fanny va saber que les autoritats de salut italianes havien cremat el mobiliari de la cambra de Keats, n'havien rascat les parets i s'havien renovat les finestres, les portes i tot el terra. Així també va saber de l'autòpsia i del funeral vora del monument de Caius Cestius i de com el doctor Clark havia fet que plantessin margarides a la tomba, dient que era el que Keats hauria desitjat. Sense que ho sabés la seva família, a poc a poc i amb gran dolor va copiar la ressenya d'aquells últims dies de Keats; no la va segellar per si la germana el volia llegir però ella no la va poder tornar a llegir mai més.” Fanny sentia que l'única persona amb qui plenament podia compartir el seu desconsol era Frances Keats i les dues van mantenir correspondència durant bastant de temps.. La tardor del 1821 Fanny va visitar la jove Keats a Walthamstow, on era acollida per la família Abbey, i les dues van gaudir de la companyia mútua. Així va començar una amistat molt propera entre elles. Amb el temps, Fanny va arribar a compartir amb “la germana de Keats una mica de la camaraderia literària que una vegada havia tingut amb ell.”
Dos anys després de la mort de Keats, Fanny va començar a aprendre italià i a traduir històries curtes de l'alemany, i va a arribar a publicar-les en diverses revistes. Frances Keats, havent assolit la majoria d'edat, va abandonar els Abbey per anar per viure amb les Brawnes, on va ser molt ben rebuda.
Fanny va abandonar el dol el 1827, sis anys després de la mort de Keats. Va reprendre la vida social i va començar a emprar roba de colors més vius i alegres. Aquest període sense dol acabaria sent curt: el seu germà petit, Samuel, que llavors tenia vint-i-tres anys, havia començat a mostrar símptomes de tuberculosi. La salut de Samuel es va agreujar i el 28 de març de 1828 va morir. La mare de Fanny, que mai es va acabar de recuperar de la mort de Samuel, va redactar el seu testament l'octubre de 1829. El 23 de novembre de 1829, la senyora Brawne va morir després que es calés foc al seu vestit mentre acompanyava un convidat pel jardí amb un canelobre.
Pels volts de 1833, les Brawnes van anar a residir amb una família (els Baker) a Boulogne. Va ser allà que Fanny va conèixer Louis Lindo; i el 15 de juny de 1833, més de dotze anys després de la mort de Keats, es van casar. El 26 de juliol de 1834, va néixer el primer fill de Fanny, Edmund, i el 22 de maig de 1838 el seu segon fill Herbert. El 10 d'agost de 1844, va néixer la seva única filla, Margaret, a Heidelberg, on havien anat a viure. Va ser allà, on va conèixer Thomas Medwin, cosí i biògraf de Percy Bysshe Shelley i autor d'unes polèmiques memòries de Lord Byron. Fanny va col·laborar amb ell per corregir la imatge donada per Mary Shelley en els seus Assajos, Cartes des de l'estranger, Traduccions i Fragments (1840), de que Keats havia embogit en els seus darrers dies. Lindo va mostrar cartes a Medwin que demostraven que no era així, i Medwin va utilitzar aquesta nova informació a la seva Vida de Shelley (1847), on va publicar extractes d'aquestes cartes de Keats i del seu amic Joseph Severn.
El 1859, després de molts anys vivint a l'estranger, els Lindons (que era com s'havien començat a anomenar ells mateixos) van retornar a Anglaterra. Els problemes financers van obligar Fanny a vendre la seva miniatura de Keats a Charles Dilke, cap al final de la seva vida. La tardor de 1865, Fanny va parlar als seus fills sobre la seva etapa amb Keats i els va confiar les relíquies d'aquell idil·li, incloent les cartes que Keats li hi havia escrit, que segons els va dir “algun dia serien considerades de gran valor.”
El 4 de desembre de 1865, Fanny Brawne va morir. Va ser enterrada l'endemà al cementiri de Brompton.

## Controvèrsia pòstuma

### La publicació de les cartes d'amor de Keats a Brawne
Després de la mort del seu pare, el 21 d'octubre de 1872, els fills de Fanny, Herbert i Margaret Lindon van començar a buscar compradors potencials de les relíquies de la seva mare. Després de negociar amb la família Dilke i amb R. M. Milnes, Herbert va decidir publicar les cartes en forma de llibre i subhastar-les al cap d'un temps. “El febrer de 1878 va ser publicat un esvelt i elegant volum d'unes dues-centes pàgines. Tenia una introducció escrita per un altre dels homes literaris prominents del moment, Harry Buxton Forman, i va ser titulat senzillament Cartes de John Keats a Fanny Brawne.” Aquest va ser un moviment perspicaç ja que la publicació de les cartes va causar molt interès a Anglaterra i Amèrica. Les cartes van ser venudes el març de 1885 per 543£ 17s.
La publicació i la subhasta de les cartes de Keats van causar alguna cosa més que un simple interès—Fanny Brawne va ser atacada per ser considerada poc adient com a objecte de l'afecte de Keats. Sir Charles Dilke, en una revisió de la col·lecció de cartes a l' Athenaeum, “qualifica el llibre de “el descrèdit més gran en la història de la literatura al sentit de delicadesa femenina que una dona podia tenir.”” Louise Imogen Guiney va remarcar el 1890 que “Fanny “era vanitosa i superficial, com una nena petita; els déus li van negar la capacitat de discernir fent d'ella una inconscient.” Setanta anys després de la mort del poeta “la majoria de nosaltres estem extremadament agraïts de que escapés a temps del desig del seu propi cor i del seu pitjor imminent perill, Mrs. Keats.”” Richard Le Gallienne va escriure que “realment és particularment irònica la paradoxa que la dama empipadorament associada al seu nom [de Keats] hagués de ser la menys congruent de totes les dones vulgars transfigurades per un geni que no podien comprendre i per un amor del qual no eren dignes.... La fama, a qui agrada de complaure els seus poetes, ha consentit glorificar els noms de moltes relacions mediocres i sense importància dels genis, però mai ha existit un nom més significatiu als seus llavis que el nom de Fanny Brawne.... Un escriu això, recordant... les tortures a les quals va sotmetre un esperit noble amb les seves coqueteries d'aprenent de ballarina.”

### La publicació de les cartes de Fanny Brawne a Fanny Keats

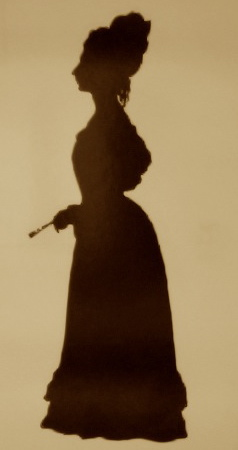
Silueta de Fanny Brawne, als r 28 anys, 1829. Per Augustin Edouart.

El 1934, un col·leccionista de Keats va donar la seva col·lecció a la Keats Memorial House, Hampstead, amb la condició que el mantinguessin en l'anonimat. Incloses en la donació hi havia les cartes que Fanny Brawne havia escrit a Frances (Fanny) Keats entre setembre de 1820 i juny de 1824. El 1937, la Oxford University Press va publicar Cartes de Fanny Brawne a Fanny Keats i Fred Edgcumbe, editor del volum i conservador de la Keats Memorial House, comentava en la seva introducció que “Els qui creien en la devoció de Fanny Brawne per Keats tenen la satisfacció de saber que finalment s'ha fet justícia a la seva fe.” Molt aviat aquesta idea va assolir el consens general. “Un crític davanter, fins aquell moment arxienemic de Fanny, va anunciar quasi de bona gana la seva capitulació. “He tingut l'oportunitat,” va explicar John Middleton Murry, “de considerar de nou el personatge de Fanny Brawne i la naturalesa de la seva influència sobre Keats.” Després de revisar què havia escrit sobre ella vint-i-cinc anys enrere, diu, “he tingut la satisfacció profunda de poder desdir-me de la dura crítica que en vaig fer en el passat."” Aquesta opinió va arrelar fort, ja que “el 1993 va aparèixer un llibre que parla de “Poètica, Cartes, i Vida” de Keats. Acaba amb un capítol sobre les cèlebres cartes d'amor... Fanny és aprovada com a parangó entre dones, “poc sentimental, perspicaç, franca, inquisitiva, activa, amable, i estimulant. La seva bellesa ressonava amb la gràcia que brolla d'un afecte profund i constant.””
La pel·lícula de Jane Campion sobre la relació entre Keats i Brawne la presenta com l'element inquebrantable en el sonet de Keats “Bright star" mentre que Keats que és el que oscil·la constantment, dividit entre la seva vocació i Fanny...”
John Evangelist Walsh presenta una aproximació més moderada a Fanny. Destaca que les cartes, més que desdir el que donen a entendre les cartes que Keats li havia escrit, “il·luminen una altra faceta de la personalitat de la noia, aquelles qualitats més discretes que des de l'inici havien contribuït a atreure Keats i que no destacaven tant. Certament les cartes mostren que va ser, com va dir Edgcumbe, intel·ligent, atenta, perceptiva, encara que no tan excepcional, no tan "destacable" com considerava el seu ben disposat editor.”